# Islamic Solidarity Games
Islamic Solidarity Games (arabiska: ألعاب التضامن الإسلامي) är en multisporttävlingen för medlemsländerna i Islamiska konferensorganisationen. Spelen hålls vart fjärde år sedan 2005.

## Upplagor
| År   | Värd      | Datum                    | Antal stater | Antal deltagare | Antal sporter | Antal grenar | Topstat      |      |       |              |    |      |    |     |              |
| ---- | --------- | ------------------------ | ------------ | --------------- | ------------- | ------------ | ------------ | ---- | ----- | ------------ | -- | ---- | -- | --- | ------------ |
| År   | Värd      | Datum                    | Antal stater | Antal deltagare | Antal sporter | Antal grenar | Topstat      | 2005 | Mekka | 8 – 20 april | 55 | 7000 | 15 | 108 | Saudiarabien |
| 2010 | Teheran   | Inställt                 | Inställt     | Inställt        | Inställt      | Inställt     | Inställt     |      |       |              |    |      |    |     |              |
| 2013 | Palembang | 22 september – 1 oktober | 57           | 1769            | 13            | 183          | Indonesien   |      |       |              |    |      |    |     |              |
| 2017 | Baku      | 12 – 22 maj              | 54           | 6000            | 21            | 268          | Azerbajdzjan |      |       |              |    |      |    |     |              |
| 2021 | Konya     | 9 – 18 augusti 2022      | 55           | 4200            | 19            | 380          | Turkiet      |      |       |              |    |      |    |     |              |
| 2025 | Yaoundé   | 6 – 15 augusti           |              |                 |               |              |              |      |       |              |    |      |    |     |              |

1. ↑  Ursprungligen planerat för 2009, senare omplanerat för 2010 och slutligen inställt efter en konflikt mellan Iran och arabländerna.
2. ↑  Irsprungligen planerat för 2021, men sköts upp till 2022 p.g.a. Covid-19-pandemin. Spelen använde trots det beteckningen 2021 för att behålla fyra-årscykeln (på samma sätt som många andra sportevenemang som blev uppskjutna p.g.a. pandemin)